# Ряшко Віктор Іванович
Ві́ктор Іва́нович Ряшко́ (28 січня 1964, Мукачеве, Закарпатська область — 19 липня 2020, Мукачеве, Закарпатська область) — радянський та український футболіст (півзахисник) і тренер. Від січня 2012 року — спортивний директор ужгородської «Говерли».

## Кар'єра гравця
Перший тренер — Вадим Білоцерківський.
Грав за команди: «Трудові резерви» (Львів), «Буковина» (Чернівці), «Нива» (Підгайці/Бережани/Тернопіль), «Кремінь» (Кременчук), «Приладист» (Мукачеве), «Лижник» (Мукачеве), «Карпати» (Мукачеве).

## Тренерська кар'єра
Після завершення спортивної кар'єри перебуває на тренерській роботі. Тренував команди: «Приладист» (Мукачеве), «Лижник» (Мукачеве), «Карпати» (Мукачеве), «Лінет» (Берегове), «Закарпаття» (Ужгород), ФК «Мукачеве», «Нива» (Тернопіль), «Львів».